# Ludmiła Hińcz
Ludmiła Hińcz (ur. 23 marca 1907 w Potoczku koło Iłży, zm. 27 maja 1995 w Lesznie) – nauczycielka polska, więźniarka Ravensbrück, dyrektor I Liceum Ogólnokształcącego w Lesznie.

## Życiorys
Była córką Jana Hińcza, pracującego jako administrator majątku, oraz Marii z Minterów; miała czworo rodzeństwa: dwóch braci i dwie siostry. W Potoczku kończyła szkołę powszechną i w 1919 wyjechała na dalszą naukę w jednym z gimnazjów warszawskich, gdzie zdała egzamin dojrzałości w 1925. Po dwóch latach studiów z filologii polskiej na Uniwersytecie Warszawskim ciężka choroba matki zmusiła ją do przerwania nauki i podjęcia pracy zarobkowej. W 1933 złożyła egzaminy w zakresie języka polskiego i historii przed komisją państwową, uzyskując prawo nauczania tych przedmiotów. Była nauczycielką w Warszawie do wybuchu wojny; w okresie okupacji uczyła sporadycznie, udzielając się także w tajnym nauczaniu. W czasie powstania warszawskiego została aresztowana przez Niemców i wywieziona do obozu w Ravensbrück, skąd w lutym 1945 przeniesiono ją do pracy w fabryce Heinkel Werke w Berlinie.
Po powrocie do Polski w maju 1945 podjęła pracę nauczycielską w Piaskach koło Gostynia. Od września 1945 mieszkała i uczyła w Lesznie. Początkowo pracowała jako polonistka w Państwowym Gimnazjum Krawieckim, po trzech latach przeszła do Państwowego Liceum Pedagogicznego, gdzie od 1951 była wicedyrektorem. W latach 1953–1959 była dyrektorem Liceum Ogólnokształcącego w Lesznie, dla którego zasłużyła się powołaniem komitetu odbudowy części gmachu szkoły zniszczonego w czasie II wojny światowej; odbudowany gmach oddano do użytku bezpośrednio po zakończeniu przez nią pracy w Liceum 1 września 1959. Również pod kierunkiem Ludmiły Hińcz szkoła obchodziła we wrześniu 1956 uroczysty jubileusz 400-lecia działalności.
W 1959 przeszła do Liceum Ekonomicznego, gdzie do emerytury (1968) uczyła języka polskiego. Do końca życia mieszkała w Lesznie. Była odznaczona m.in. Krzyżem Kawalerskim Orderu Odrodzenia Polski (1967), Srebrnym (1952) i Złotym Krzyżem Zasługi (1956), złotą odznaką Związku Nauczycielstwa Polskiego (1974). Nie założyła rodziny.
Zmarła 27 maja 1995 w Lesznie, pochowana została na miejscowym cmentarzu przy ulicy Kąkolewskiej.